# 大鏑神社
大鏑神社（おおかぶらじんじゃ）は福島県郡山市熱海町安子島にある神社である。元日や4月と10月の例大祭で奉納される神楽は氏子らにより保存会が設立され、当神社だけでなく、郡山市内や周辺各地の神社の祭などでも奉納される。

## 歴史
寛治3年（1089年）、後三年の役で安倍貞任を討つため安積地方を通りかかった源義家は、この地で大蛇が暴風雨を起こして農民が困っているのを知り、家臣の鎌倉権五郎景政に大蛇の退治を命じた。景政は五本の鏑矢を射て、一本目が竹ノ内在家、二本目が安子嶋村、三本目が早稲原村、四本目が福原村（郡山市富久山町福原の豊景神社周辺）、五本目が船津村（郡山市湖南町）に落ちた。そして、そのうちの一本が大蛇の頭に当たり、大蛇はのたうち回りながら舟津で力尽きたとも、雲の上から福原（蛇壇の碑付近）に落ちたとも言う。
その後の天養元年（1144年）、安積郡の農民が景政に感謝し、二本目の鏑矢が落ちた地で「御霊宮」を建ててその霊を合祀して村内安全を祈ったのが始まり。

## 神楽
元日の元旦祭や4月9日、10月第2土曜日の例大祭で神楽殿にて演じられる。演目は以下21座。
- 清祓の舞
- 天地開闢の舞
- 玉鉾の舞
- 四方堅の舞
- 御神囃の舞
- 扇の舞
- 太刀舞
- 榊舞
- 白杖
- 四神祭
- 思兼神

- 灯明
- 磐戸
- 天狐
- 大散供
- 稲刈
- 餅搗
- 事代主の舞
- 諏訪鹿島の舞
- 倭姫の舞
- 大平の舞

## 交通
- 磐越自動車道磐梯熱海ICから車で約8分
- JR東日本東北新幹線郡山駅6番バス乗り場より福島交通バス玉川経由熱海行で約30分「安子ヶ島上町」停留所下車、徒歩1分
- JR東日本磐越西線安子ケ島駅から徒歩約8分